# Centaurea ionica
Centaurea ionica — вид квіткових рослин айстрових (Asteraceae). Ендемік Італії. 2n = 18.